# Landsorganisation af Kvindekrisecentre
Landsorganisation af Kvindekrisecentre (LOKK) er en landsdækkende dansk interesseorganisation, hvis formål er ud fra et kvindepolitisk grundlag og med et samfundsmæssigt perspektiv at synliggøre, forebygge, og eliminere vold mod kvinder og børn. LOKK har desuden et rådgivningstilbud for æresrelaterede konflikter, der rådgiver unge med minoritetsbaggrund, deres familier og fagfolk. 

## Pjecer
LOKK udgiver blandt andet følgende pjecer:
- Din fremtid og ægteskab er dit valg
- Tvangsægteskaber og andre generationskonflikter
- Forældretelefonen
- Er du udsat for vold i din familie?
- Det gør LOKK
- Tilbud til voldsudsatte kvinder og børn med handikap

## Ekstern henvisning
- LOKKs hjemmeside
- RED Centers hjemmeside

| Socialt arbejde | Spire Denne artikel om socialt arbejde er en spire som bør udbygges. Du er velkommen til at hjælpe Wikipedia ved at udvide den. |